# Champoly
Champoly là một xã trong tỉnh Loire miền trung nước Pháp.